# Rubiales (gmina)
Rubiales – gmina w Hiszpanii, w prowincji Teruel, w Aragonii, o powierzchni 27,42 km². W 2011 roku gmina liczyła 61 mieszkańców.